# ミンミ
ミンミ（学名 : Minmi、「ミンミ交差点」の意）は、約1億2000万年から1億1200万年前のオーストラリアの前期白亜紀に生息していた小型の曲竜類の属。

## 発見と種

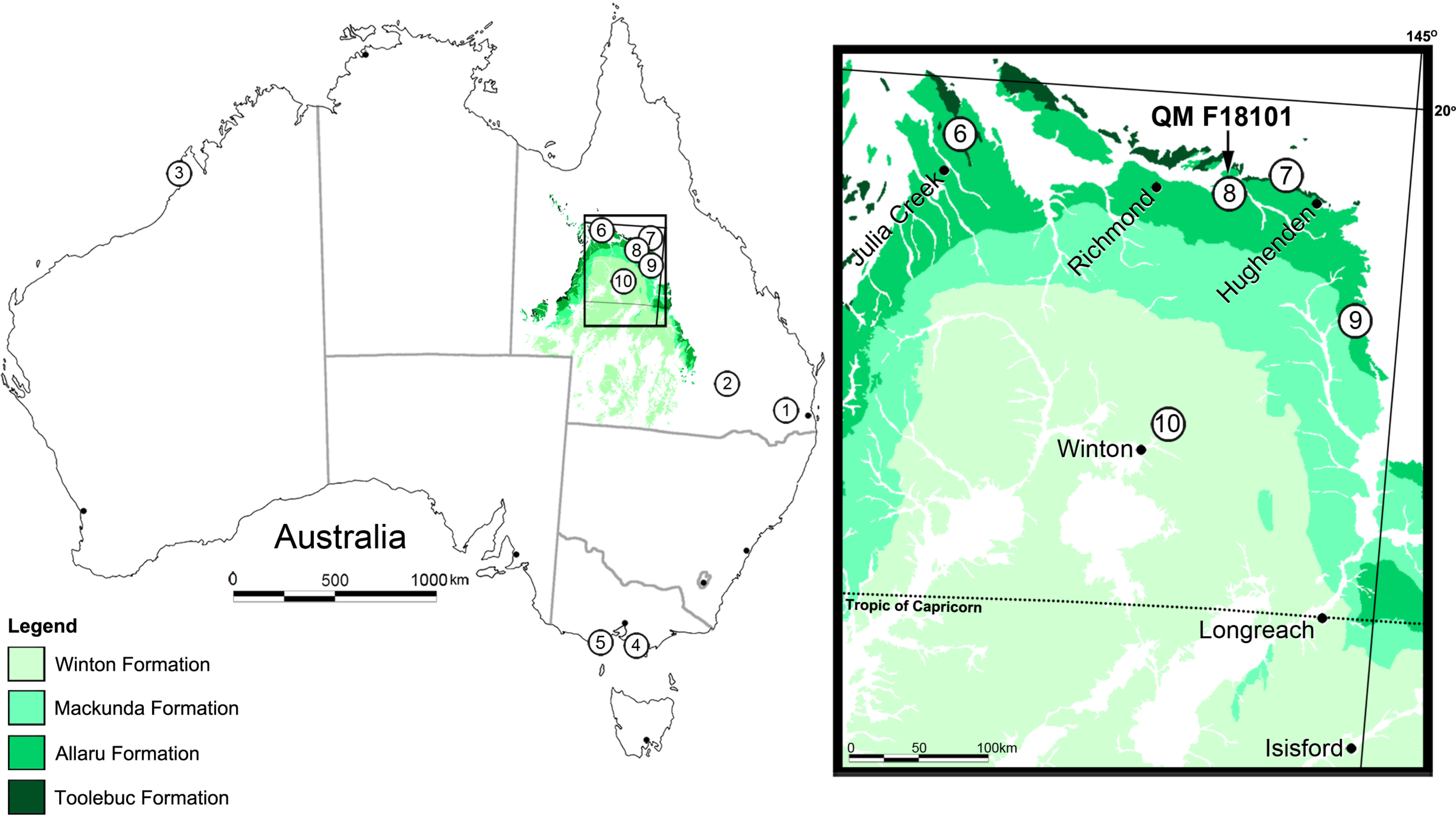
オーストラリアの装盾類の産地。2はホロタイプが発見された場所を示す。

1964年、クイーンズランド博物館の共同研究者であったアラン・バーソロマイは、クイーンズランド州ミンミ交差点(Minmi Crossing)付近のInjun Road沿いのMack Gulleyの南1キロ、ローマ北部で、曲竜類の骨格を含むチョークストーン・ノジュールを発見した。しかし、松田眞由美著『恐竜学名辞典』によれば、minmi crossing という地名は確認できず、松田が博物館に問い合わせたところ、発見地はローマ北部に分布するミンミ部層(Minmi member)とのことであり、Minmi Crossingは確認できなかったという。Crossingが交差点と川の支流のいずれを意味するかも不明である。
1980年、ラルフ・モルナーは、ミンミ唯一の種であるミンミ・パラベルテブラ（Minmi paravertebra）をタイプ種として命名し、その特徴を記載した。属名は、当時中生代恐竜の中で最も学名が短かったミンミ交差点に由来している。"minmi" の由来自体は定かではない。地元の先住民族の言語で大きなユリを指すが、一種のウィルオウィスプであるMin Min lightを指している可能性もある。種小名は椎骨に沿って見つかった奇妙な骨要素を指し、モルナーはこれをparavertebraeと名付けた。
ホロタイプである QM F10329 は、ミンミ部層のバンギル層の地層で発見された。このラグーン堆積物は、当初はバレミアンからバランギニアンとされたが、後にアプチアンに訂正された。頭蓋骨を除いた部分的な骨格で構成されている。11個の背椎、肋骨、右後肢、腹部の皮骨板が保存されている。ミンミは南半球で発見された装盾類の最初の標本であった。
1989年に、頭蓋骨を含み、関節のある装甲が見られる、より完全な骨格標本 QM F1801 が発見された。この標本は Minmi sp. とされた。1989年以降、ミンミに関する書籍や図鑑で提供される情報のほとんどはこの2番目の模式標本に基づいているが、2015年に別の属であるクンバラサウルスとして命名された。
1989年から1996年にかけて、他のいくつかの標本が発見され、最終的に Minmi sp. に分類された。これらの標本には、骨盤と皮骨のある臀部からなる QM F33286、皮骨のある肋骨からなる AM F35259、大腿骨の一部からなる QM F33565、脛骨の一部からなる QM F33566（おそらく QM F33565 と同一種のもの）が含まれる。AM F35259 はオーストラリア博物館のコレクションの一部。その後、肋骨と皮骨からなる標本 QM F119849 が報告された。

## 説明

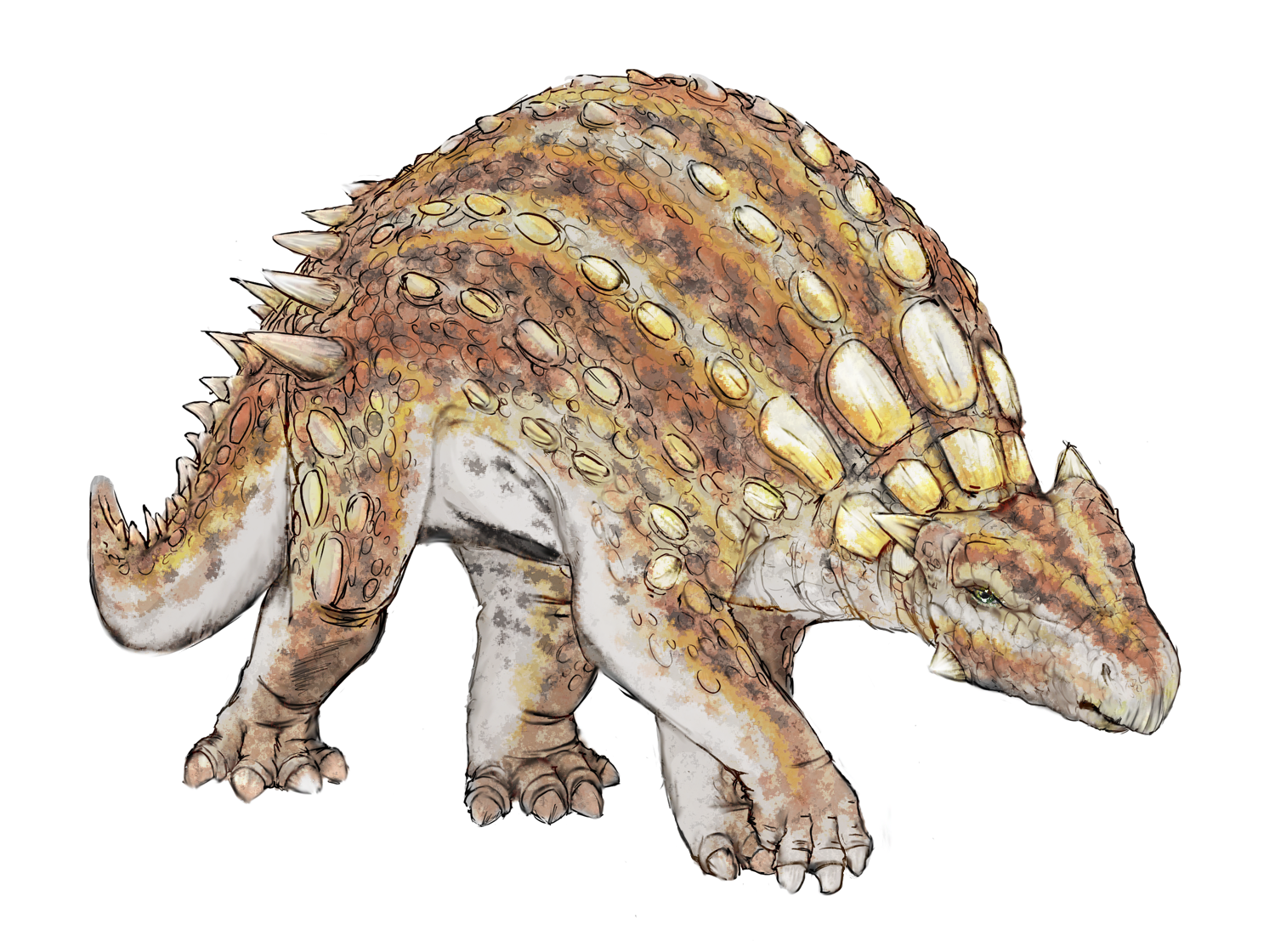
クンバラサウルスに基づく仮説的な復元

ミンミは小型の草食の四足歩行曲竜類であった。2016年、グレゴリー・ポールは全長3メートル、体重300キログラムと推定した。曲竜類にしては、ミンミの手足は長かった。おそらく、この動物を仰向けにひっくり返せるような大型の捕食者に脅かされたとき、素早く茂みの下を探すのに使ったとさせる。
他の曲竜類とは異なり、ミンミは椎骨の側面に沿って水平に板状のparavertebraという骨が並んでいた。モルナーは1980年に、これらが骨化した腱であることを認めたが、他の鳥盤類の骨化した腱との相同性を否定し、現代のワニの病的な腱膜に似ていると主張した。2014年にヴィクトリア・アーバーは、この主張を否定し、ホロタイプに1つの固有派生形質しか見つけられなかった。それは、外側前端の関節棘筋腱の骨化が垂直方向に大きく伸び、椎骨の側突起に巻き付いていることである。2015年、Arbourとフィリップ・J・カリーは、これでもユニークではないと結論付け、ホロタイプには判別が特徴がなく、ミンミは疑問名となるだろうと結論付けた。しかし、2015年のクンバラサウルスの説明では、ミンミの新たな特徴が発見され、有効な分類群として見做されるべきであると発表された。2021年、Rozadillaらは、ミンミはストルティオサウルスのような同類とは異なり、有効な分類群とみなされるべきだと主張した。

## 系統発生学
1980年、モルナーはミンミを曲竜類に分類した。1987年、彼はミンミがノドサウルス科であると考えた。2011年、Thompsonらが行った新たな分岐学的分析により、ミンミが最も基部系統のアンキロサウルス科として発見された。Arbourとカリーは、分析においてミンミと Minmi sp. を別々のOTUの分類単位として入力し、ミンミを最も基盤的な曲竜類として、Minmi sp. (= Kunbarrasaurus) をより基盤的な曲竜類として、アンキロサウルス科にもノドサウルス科にも含めるには "基盤的" 過ぎると判定した。
2023年の系統解析では、ミンミは曲竜類との共有派生形質が欠如していたため、剣竜類と曲竜類の外側にある寛脚類であると判明した。2024年の系統解析により、ミンミは分類学上の科における不明な曲竜類であることが判明した。

## 古生物学と食性
2000年にラルフ・モルナーとトレバー・クリフォードによって発表された科学論文によると、ミンミは通常低い位置のブラウザー（草を食べる）やグレイザー（草木の芽や葉を食べる）であった。ミンミの食性は種子、果物、被子植物、シダ類などの植物で構成されていた。